# Alpské lyžování na Zimních olympijských hrách 1956
Alpské lyžování na Zimních olympijských hrách 1956 v Cortině d'Ampezzo.

## Medailové pořadí zemí
| Pořadí | Země                           | Zlato | Stříbro | Bronz | Celkově |
| ------ | ------------------------------ | ----- | ------- | ----- | ------- |
| 1.     | Rakousko (AUT)                 | 3     | 3       | 3     | 9       |
| 2.     | Švýcarsko (SUI)                | 2     | 2       | 0     | 4       |
| 3.     | Tým sjednoceného Německa (EUA) | 1     | 0       | 0     | 1       |
| 4.     | Japonsko (JPN)                 | 0     | 1       | 0     | 1       |
| 5.     | Sovětský svaz (URS)            | 0     | 0       | 1     | 1       |
| 5.     | Švédsko (SWE)                  | 0     | 0       | 1     | 1       |
| 5.     | Kanada (CAN)                   | 0     | 0       | 1     | 1       |
|        | Celkem                         | 6     | 6       | 6     | 18      |

## Medailisté

### Muži
| Disciplína  | Zlato                        | Výkon  | Stříbro                           | Výkon  | Bronz                             | Výkon  |
| ----------- | ---------------------------- | ------ | --------------------------------- | ------ | --------------------------------- | ------ |
| sjezd       | Toni Sailer · Rakousko (AUT) | 2:52,2 | Raymond Fellay · Švýcarsko (SUI)  | 2:55,7 | Andreas Molterer · Rakousko (AUT) | 2:56,2 |
| slalom      | Toni Sailer · Rakousko (AUT) | 3:14,7 | Čiharu Igaja · Japonsko (JPN)     | 3:18,7 | Stig Sollander · Švédsko (SWE)    | 3:20,2 |
| obří slalom | Toni Sailer · Rakousko (AUT) | 3:00,1 | Andreas Molterer · Rakousko (AUT) | 3:06,3 | Walter Schuster · Rakousko (AUT)  | 3:07,2 |

### Ženy
| Disciplína  | Zlato                                             | Výkon  | Stříbro                            | Výkon  | Bronz                                   | Výkon  |
| ----------- | ------------------------------------------------- | ------ | ---------------------------------- | ------ | --------------------------------------- | ------ |
| sjezd       | Madeleine Berthodová · Švýcarsko (SUI)            | 1:40,7 | Frieda Dänzerová · Švýcarsko (SUI) | 1:45,4 | Lucille Wheelerová · Kanada (CAN)       | 1:45,9 |
| slalom      | Renée Colliardová · Švýcarsko (SUI)               | 1:52,3 | Regina Schöpfová · Rakousko (AUT)  | 1:55,4 | Jevgenia Sidorova · Sovětský svaz (URS) | 1:56,7 |
| obří slalom | Ossi Reichertová · Tým sjednoceného Německa (EUA) | 1:56,5 | Putzi Frandlová · Rakousko (AUT)   | 1:57,8 | Thea Hochleitnerová · Rakousko (AUT)    | 1:58,2 |